# 克里奇利西克
51°14′24″N 26°21′41″E / 51.24000°N 26.36139°E
克里奇利西克（烏克蘭語：Кричильськ），是烏克蘭的村落，位於該國西北部羅夫諾州，由薩爾內區負責管轄，始建於1572年，面積2.451平方公里，海拔高度159米，2001年人口2,834。